# Skytrain w Bangkoku
Niektóre z zamieszczonych tu informacji wymagają weryfikacji.
Dokładniejsze informacje o tym, co należy poprawić, być może znajdują się w dyskusji tego artykułu.
 Po wyeliminowaniu niedoskonałości należy usunąć szablon [[Szablon:Dopracować|]] z tego artykułu.

Sieć Skytrain

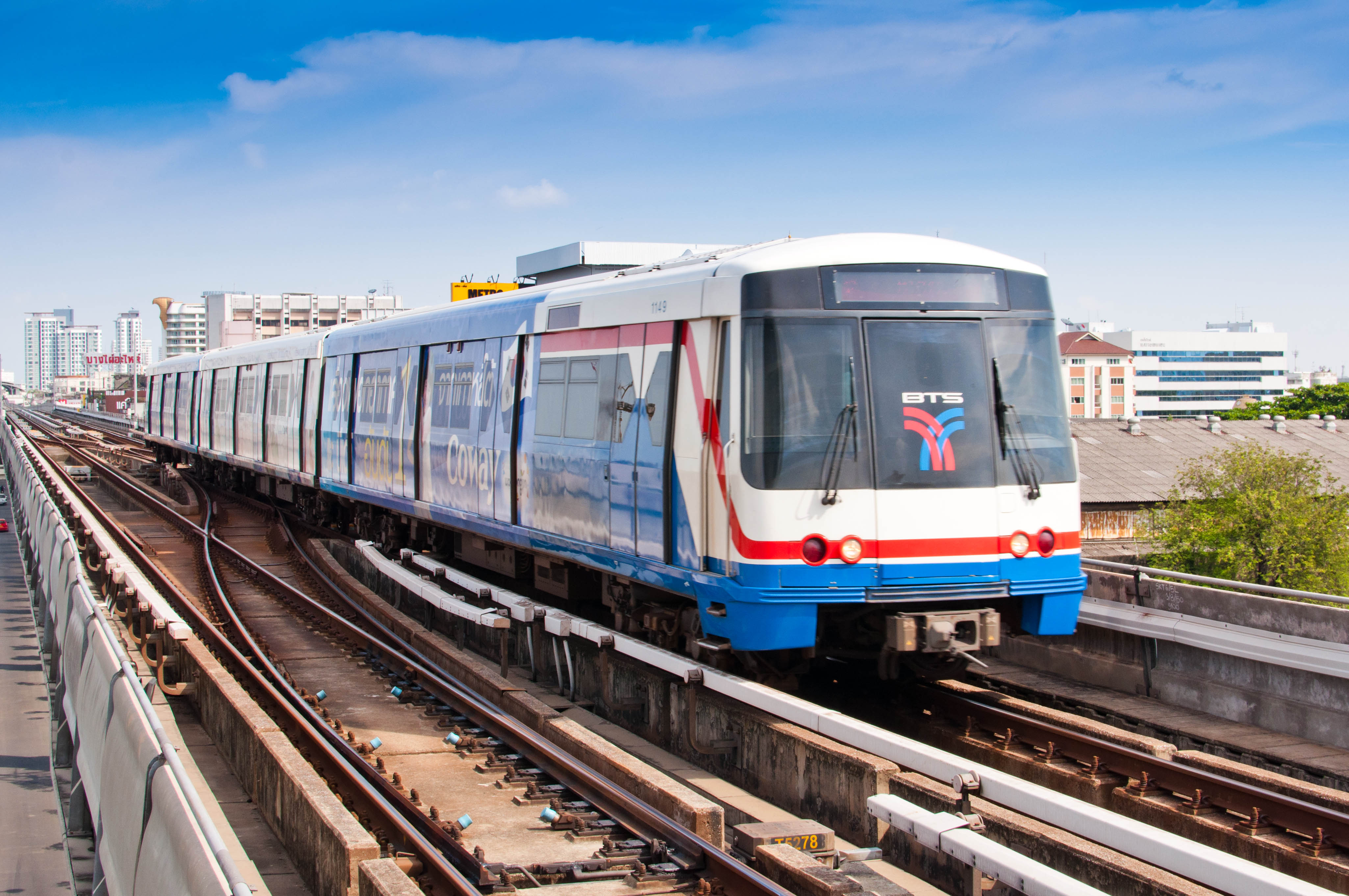
Skytrain w Bangkoku

Skytrain – naziemna kolej aglomeracyjna uruchomiona w grudniu 1999 roku Bangkoku, stolicy Tajlandii. Pasażerowie mają do dyspozycji dwie linie krzyżujące się na Central Station (Siam Square). Każdy pociąg ma 126 miejsc siedzących i 735 stojących. Pociągi osiągają prędkość 80 km/h, a kursują ze średnią prędkością 35 km/h.
Skytrain składa się z dwóch linii:
| 1 | Mo Chit Station – Onnut Road     | 17km   |
| 2 | National Stadium – Taksin Bridge | 6,5 km |

Pociągi kursują co około 5 minut od 6:00 do 24:00.